# 小塔子水库
小塔子水库是中国内蒙古自治区通辽市科尔沁区境内的一座水库，位于教来河上，建于1959年。水库正常库容为880万立方米，海拔为211.38米。